# Parque nacional Bahía Cedro
El parque nacional Bahía Cedro es un parque nacional en Queensland (Australia), ubicado a 1522 km al noroeste de Brisbane y al sur de Cooktown. En 1986 fue incluido dentro de la lista de sitios del Patrimonio de la Humanidad de la Unesco bajo la denominación conjunta Trópicos húmedos de Queensland.